# Pachyteria sumatrana
Pachyteria sumatrana är en skalbaggsart som beskrevs av Hüdepohl 1998. Pachyteria sumatrana ingår i släktet Pachyteria och familjen långhorningar. Inga underarter finns listade i Catalogue of Life.